# Santi Benedetto e Scolastica all'Argentina
Santi Benedetto e Scolastica all'Argentina, även benämnd San Benedetto della Ciambella och Santi Benedetto e Scolastica dei Norcini, är en mindre basilika i Rom, helgad åt de heliga Benedikt och Scholastica. Kyrkan är belägen i Rione Sant'Eustachio och tillhör församlingen Santa Maria in Aquiro.
Tillnamnet ”Argentina” syftar på det så kallade Torre Argentina, uppkallat efter Argentoratum, det latinska namnet för Strasbourg. Vid detta torn lät den påvlige pronotarien och ceremonimästaren Johannes Burckard år 1503 vid Via del Sudario uppföra sitt palats. Tornet är numera inkorporerat i byggnaden. Namnet lever vidare i den närbelägna piazzan Largo di Torre Argentina.
Tillnamnet ”Ciambella” kommer av den rotunda som ingick i Agrippas termer och från år 1505 gick under namnet Arco della Ciambella.
Santi Benedetto e Scolastica är norcianernas kyrka i Rom.

## Historia
I början av 1600-talet grundades Confraternita dei Santi Benedetto e Scolastica, ett brödraskap med uppgift att ta hand om i Rom boende personer från Norcia och, till en början, Spoleto. Brödraskapets statuter godkändes av påve Paulus V år 1615. Brödraskapet hade sin bas i kyrkan Sant'Eustachio in Campo Marzio och senare i Santa Maria della Pietà vid Piazza Colonna och höll sina sammankomster i ett hus som tillhörde en viss Pier Matteo Lucarucci. Han testamenterade byggnaden åt brödraskapet. År 1623 upphöjdes brödraskapet till ärkebrödraskap, arciconfraternita, av påve Gregorius XV. Ett kapell i Lucaruccis hus ombyggdes 1625 till kyrkobyggnad.
I samband med den franska ockupationen av Rom 1798 plundrades kyrkan och dekonsekrerades. År 1841 restaurerades kyrkan och konsekrerades på nytt. Under den romerska republiken 1849 plundrades kyrkan ånyo, men återställdes inom kort. Ytterligare restaureringar företogs under Pius IX och Leo XIII.
I mitten av 1900-talet upphörde ärkebrödraskapet; byggnaden övertogs av Roms stift och kyrkan stängdes. Genom en grupp Norcia-bor kunde kyrkan åter öppnas och ärkebrödraskapet återupplivas. Den första mässan i den restaurerade kyrkan firades på juldagen 1980.

## Exteriör
Ingångsportalen kröns av en tondo med inskriptionen:

## Interiör
Den rektangulära interiörens väggar är målade för att likna hängande draperier. Takfresken framställer De heliga Benedikts och Scholasticas förhärligande. Högaltarmålningen De heliga Benedikts och Scholasticas sista möte är ett umbriskt 1600-talsarbete. Själva altaruppsatsen härstammar från samma period. Ovanför högaltaret finns en lynett med glasmålningar med Madonnan med Barnet och de heliga Benedikt och Scholastica. Sakramentskåpet flankeras av två relikvarier för Benedikt och Scholastica.
Altaret på höger hand har målningen Herdarnas tillbedjan från sent 1600-tal, medan det vänstra har ett träkrucifix från 1700-talet, flankerat av ovala målningar föreställande Jungfru Maria och aposteln Johannes.